# Ліотропний ряд
Ліотропний ряд (рос. лиотропный ряд, [ряд Гофмейстера], англ. lyotropic [Hofmeister] serie) — ряд іонiв, що розташовані в порядку підсилення чи послаблення їхнього впливу на властивості розчинника (в'язкість, поверхневий  натяг, розчинність i т. п.), а також на швидкість реакцій у даному розчинникові та інші фізико-хімічні процеси. Синонім — ряд Гофмейстера.

## Приклади
Залежно від іонного радіуса:
- катіони утворюють ряд Mg2+> Ca2+> Sr2+> Ba2+> > Li+> Na+> К+> Rb+> Cs+,

- аніони — SO42– > PO43– > CH3COO– > > Cl–> Br– > NO3–> I–> CNS–.

Ці ж ряди можна спостерігати в колоїдних процесах коагуляції, адсорбції та ін.